# Qaraxanbəyli
Qaraxanbəyli (eingedeutscht Qarachanbejli) ist ein Dorf im Rayon Füzuli von Aserbaidschan.

## Geographische Lage und Geschichte
Qaraxanbəyli liegt 15 Kilometer östlich der Provinzhauptstadt Füzuli an der strategisch wichtigen Verbindungsstraße Füzuli-Əhmədbəyli am Ufer des Flusses Köndələnçay (Köndelentschai), dem linken Nebenfluss von Arax.
Das Dorf war Teil der Ujezd Cəbrayıl innerhalb des Gouvernements Elisawetpol während des Russischen Kaiserreiches. Laut statistischen Daten der Zarenregierung lebten in Qaraxanbəyli im Jahr 1886 fast 480 Menschen, alle Aserbaidschaner.
Im Jahr 1977 lag die Einwohnerzahl von Qaraxanbəyli bei 1635 Menschen. Damit gehörte es zu den größten Dörfern von Füzuli. In der Sowjetzeit war die Bevölkerung hauptsächlich mit Weinbau, Weizenanbau und Viehzucht beschäftigt. Es gab auch eine Weinkellerei. Die Gemeinde verfügte über eine Grund- und Sekundarschule, eine Bibliothek, ein Kulturzentrum, eine Entbindungsklinik und eine Telefonzentrale.
Im Dorf gab es eine Moschee aus dem 19. Jahrhundert mit dem Status eines „architektonischen, historischen und kulturellen Denkmals von lokaler Bedeutung“ und eine Bronzezeit-Siedlung.
Im Zuge des Ersten Bergkarabachkrieges (1992–1994) wurde Qaraxanbəyli im Jahr 1933 von armenischen Truppen militärisch besetzt und die Einwohner vertrieben. Am 27. September 2020, dem ersten Tag des Zweiten Bergkarabachkrieges gelang es den aserbaidschanischen Streitkräften das Dorf zurückzuerobern. Es befand sich an der sogenannten „Kontaktlinie“ und wurde von armenischer Seite stark vermint.
Von Qaraxanbəyli sind heutzutage nur Ruinen übriggeblieben.